# Perdido
"Perdido" är en jazzkomposition skriven av Juan Tizol och var först inspelad den 3 december, 1941 av Duke Ellington och senare av många andra artister inklusive Sarah Vaughan, Ella Fitzgerald, Dianah Washington, Art Tatum, Quincy Jones och Erroll Garner.
Melodin kan höras i Woody Allens film "En annan kvinna" från 1988.
"Perdido" är spanska och betyder "borttappad".